# Rondang
Rondang is een bestuurslaag in het regentschap Muaro Jambi van de provincie Jambi, Indonesië. Rondang telt 798 inwoners (volkstelling 2010).